# Glorieta de Bécquer (Sevilla)

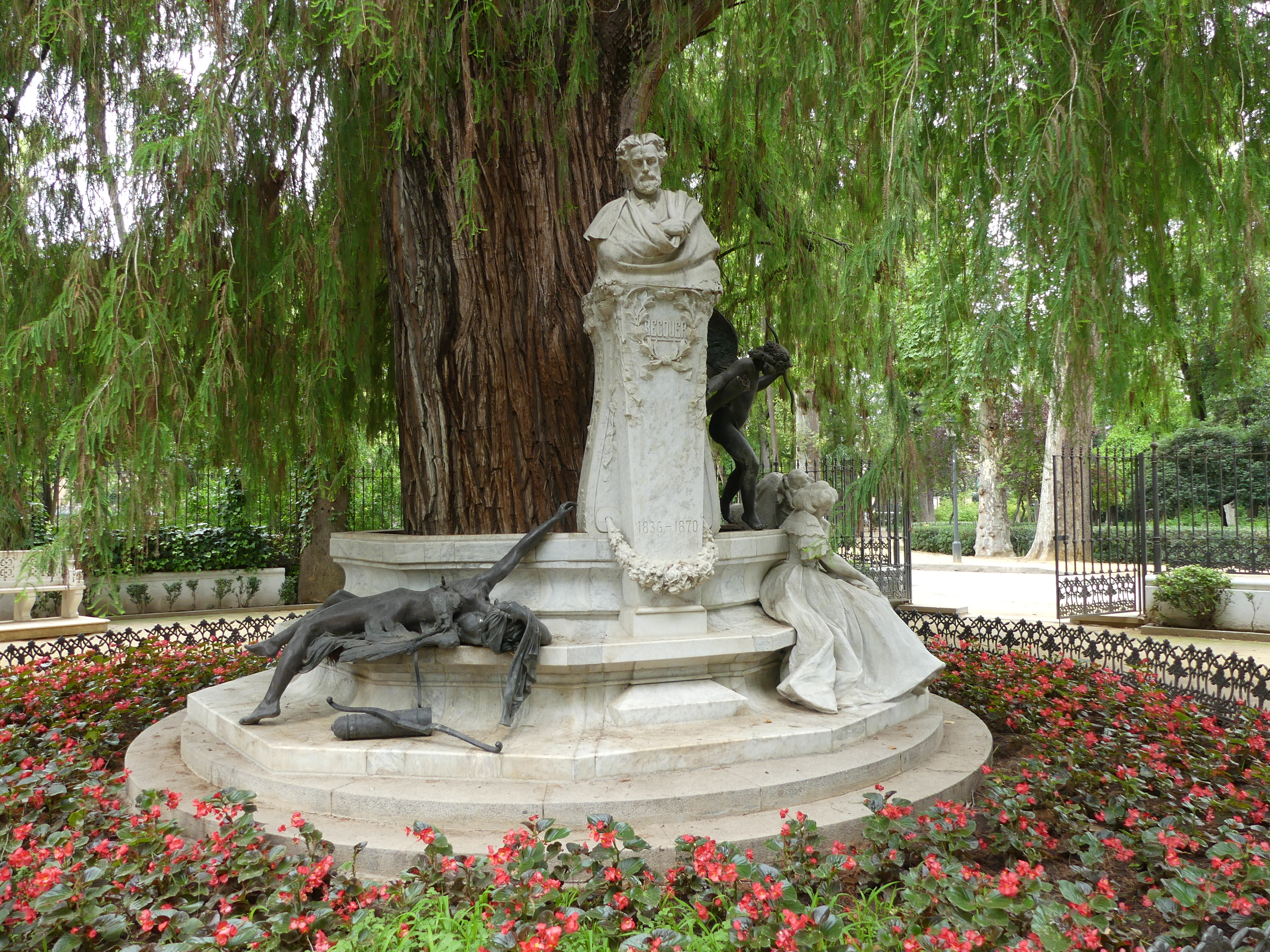
Glorieta de Bécquer, con un busto del escritor en el centro.

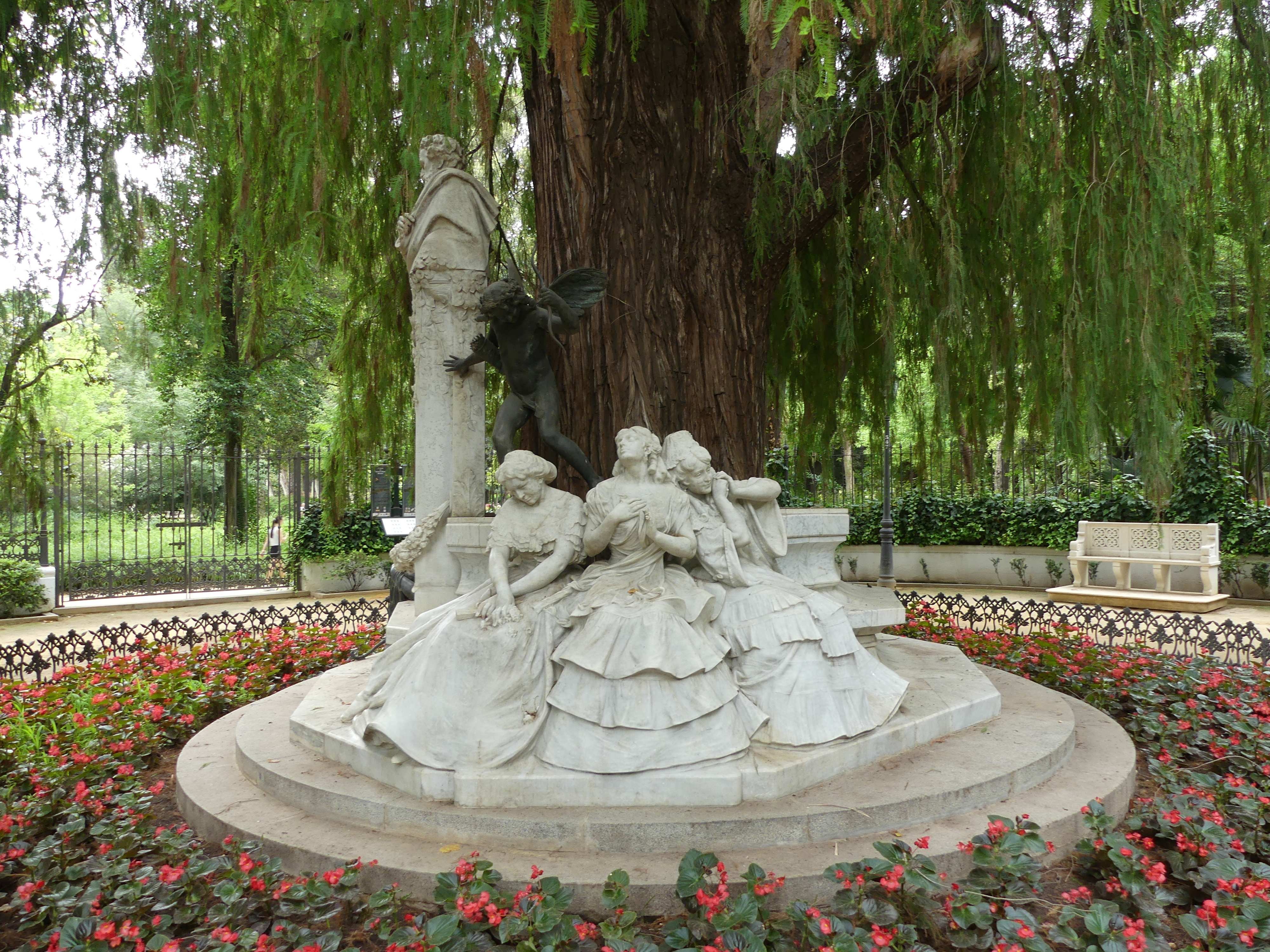
Representación del amor que llega, el amor presente y el amor perdido.

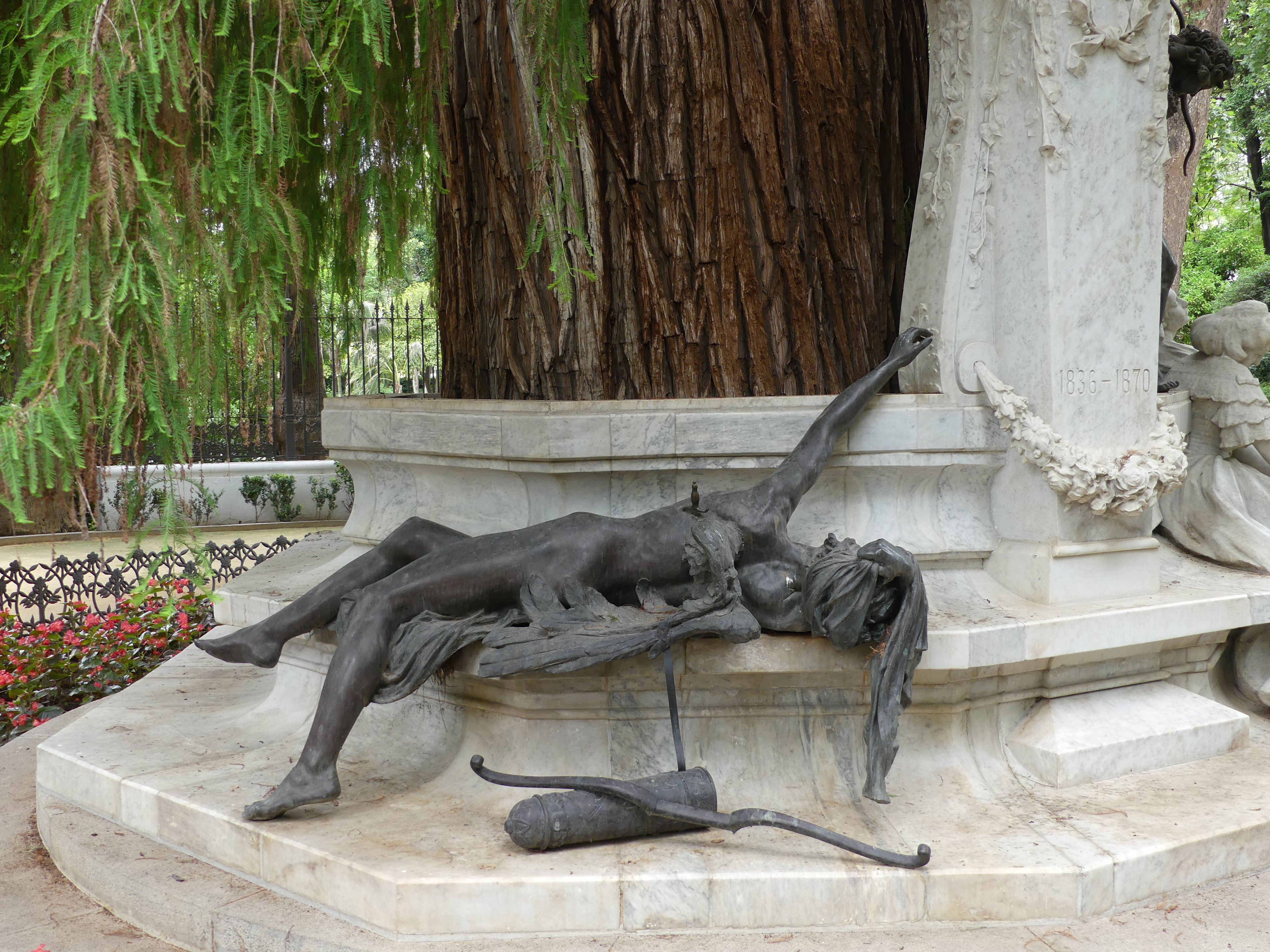
Eros herido y yacente.

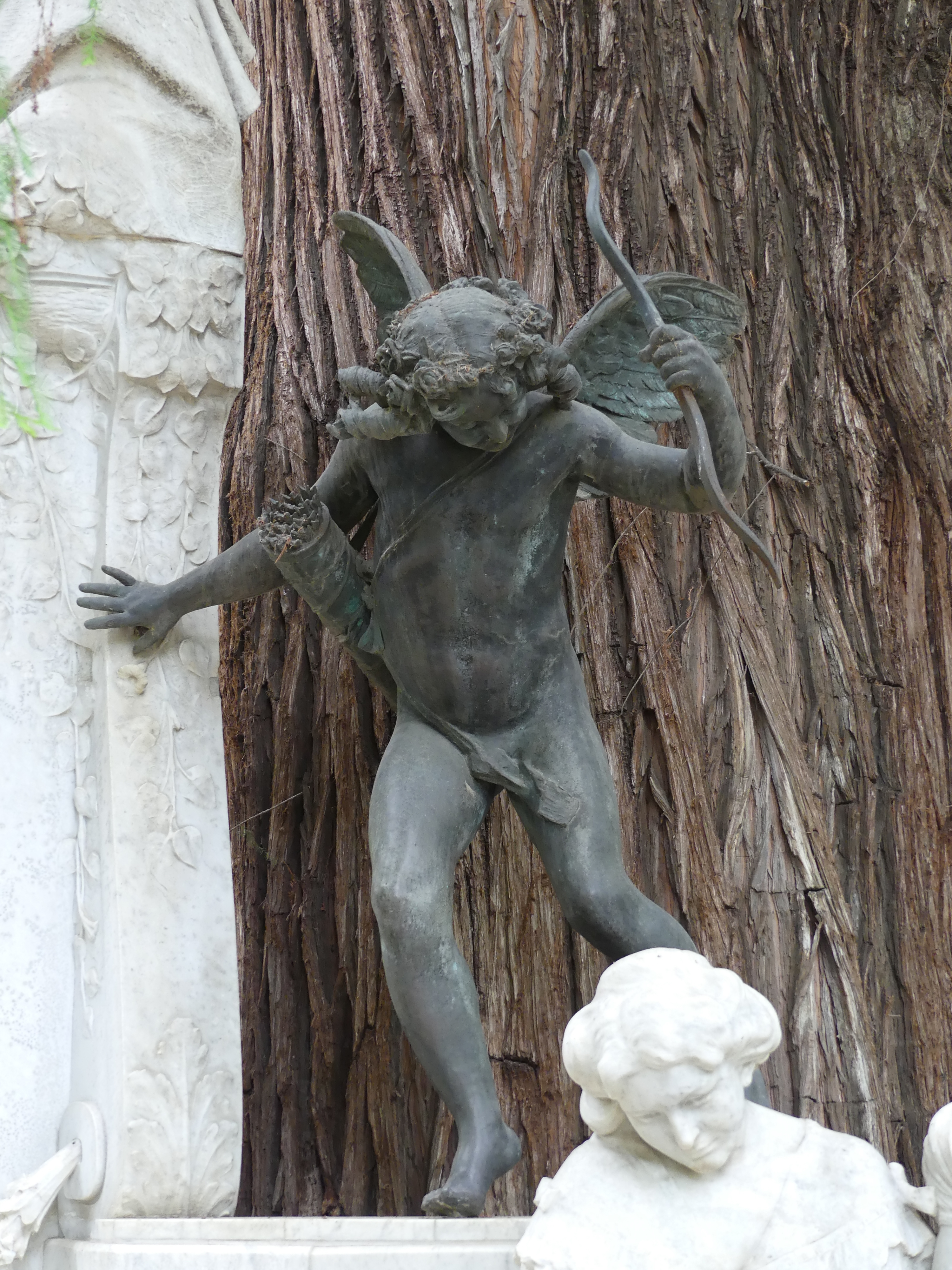
Cupido.

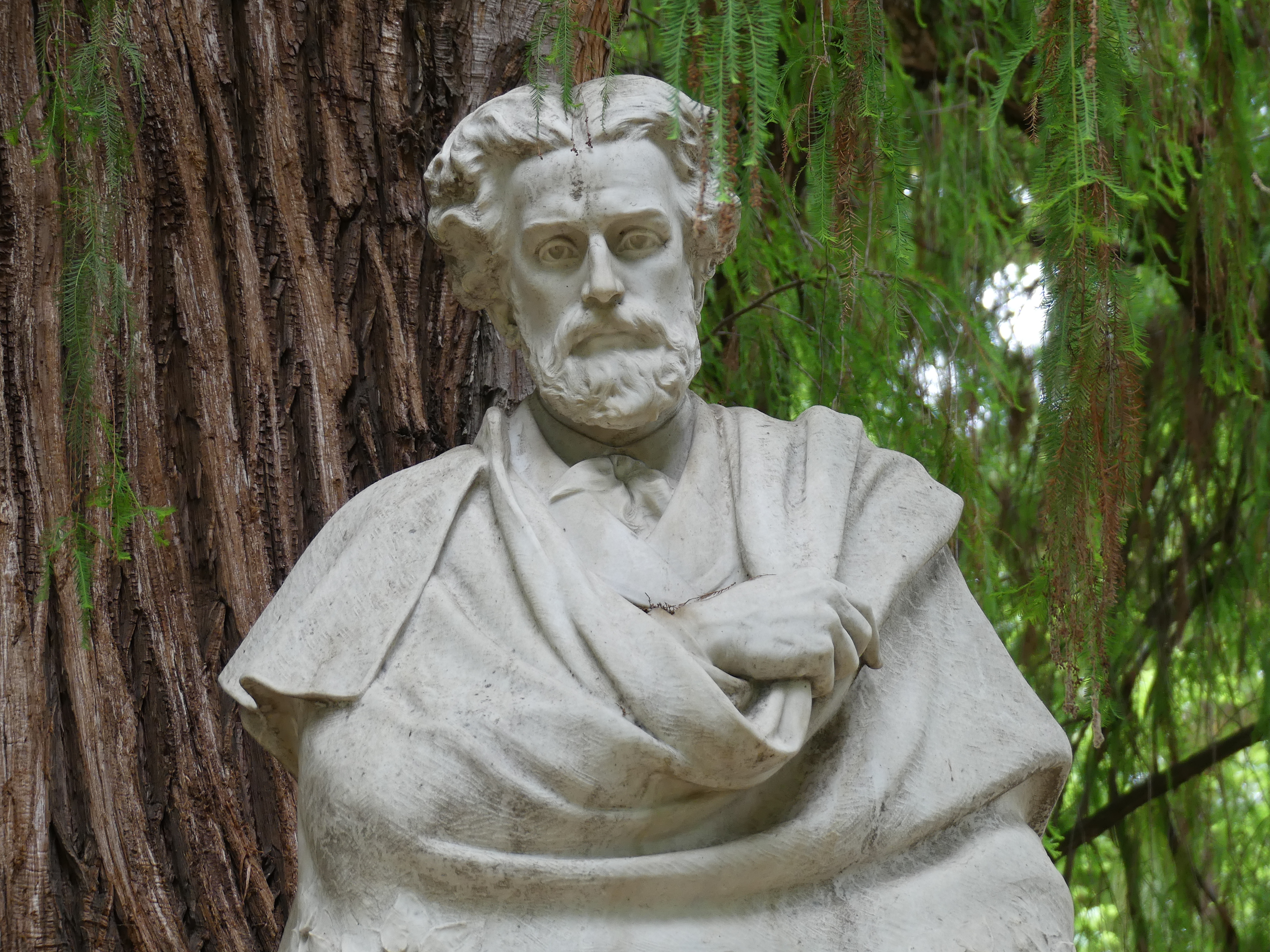
Busto de Bécquer.

La glorieta de Bécquer se encuentra en el parque de María Luisa, Sevilla, Andalucía, España. En ella, alrededor de un ciprés de los pantanos, se sitúa un monumento en mármol blanco y bronce dedicado al poeta Gustavo Adolfo Bécquer.

## Descripción
La principal figura es el busto en mármol del poeta que se eleva por encima de las demás sobre un pedestal del mismo material con el apellido "Bécquer" y la fecha de nacimiento y fallecimiento. El busto fue realizado basándose en una foto del escritor.
También hay un conjunto de mármol de tres mujeres sedentes en un banco simbolizando el amor que llega, el amor presente y el amor perdido. La primera mujer, la más joven, se muestra ruborizada por el presentimiento. La segunda, más mayor, se muestra gozando de la plenitud del amor. La tercera, la más mayor, tiene aspecto de sufrir melancolía. Estas tres mujeres recuerdan, según el académico Juan Miguel González Gómez, a la rima X de Bécquer, que dice:

Los invisibles átomos del aire

en derredor palpitan y se inflaman,

el cielo se deshace en rayos de oro,
 
la tierra se estremece alborozada

Oigo flotando en olas de armonías

rumor de besos y batir de alas;

mis párpados se cierran…– «¿Qué sucede?

¿Dime?»… – «¡Silencio! ¡Es el amor que pasa!».

Además, hay dos figuras en bronce que representan el "amor herido" o Eros yacente y "el amor que hiere" o Cupido.
En el centro de la glorieta se encuentra el ciprés de los pantanos.
Alrededor del monumento hay tres bancos de piedra. En un lado había un anaquel que fue destruido por  vandalismo en abril de 2022.

## Historia

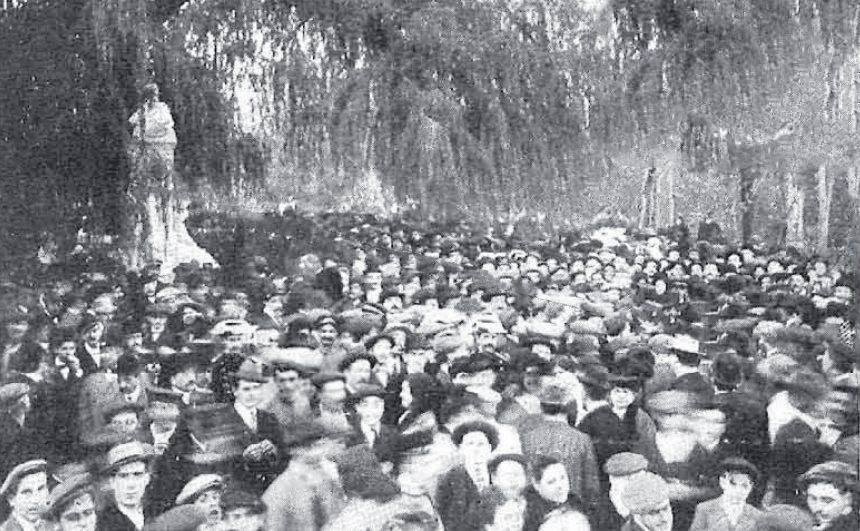
Inauguración de la glorieta de Bécquer en 1911.

A finales de abril de 1910 los hermanos Álvarez Quintero, Serafín y Joaquín, fueron invitados a ejercer como mantenedores de los Juegos Florales que organizaba el Ateneo de Sevilla desde 1896. Joaquín pronunció un discurso dedicado a ensalzar a la ciudad y a sus artistas. El 29 de abril fueron nombrados hijos ilustres de Sevilla. En el banquete de celebración, celebrado el 3 de mayo en el ya desaparecido Gran Hotel de Madrid de la plaza de la Magdalena, Serafín anunció la intención de ambos hermanos de levantar un monumento a Gustavo Adolfo Bécquer en el parque sevillano.
Este era un plan que hasta entonces solo conocían y apoyaban Serafín y Joaquín Álvarez Quintero, Torcuato y Cayetano Luca de Tena y el escultor Lorenzo Coullaut Valera. Los hermanos Álvarez Quintero se ofrecieron a financiar el monumento con los beneficios de su obra La rima eterna, que querían estrenar a finales de 1910.
En 1893 la infanta María Luisa donó parte de los jardines del Palacio de San Telmo para que fuesen un parque público. Las obras de acondicionamiento como parque urbano se desarrollaron con lentitud a comienzos del siglo XX.
Lorenzo Coullaut Valera escogió el emplazamiento actual, donde había un taxodium distichum o ciprés de los pantanos plantado hacia 1850 y que tenía alrededor un espacio abierto ideal para albergar el monumento.
En octubre de 1910 Coullaut presentó el boceto del monumento en yeso, junto con otras piezas, en la Exposición Nacional de Bellas Artes. Luego realizó una versión en yeso en tamaño real en su taller de Madrid. La talla en mármol se realizó en el taller de Federico Bechini i Bagnasco en Barcelona. Las figuras de bronce probablemente fueron realizadas en el taller de Romolo Staccioli de Barcelona. En octubre de 1911 Coullaut viajó a Barcelona para supervisar el trabajo y hacer los últimos ajustes. Paralelamente, los hermanos Álvarez Quintero viajaron a Sevilla para inspeccionar en persona el acondicionamiento de la futura glorieta y para acordar con el ayuntamiento detalles y permisos.
La obra La rima eterna se representó con enorme éxito el 23 de noviembre de 1910 en el Teatro Lara de Madrid. La obra llegó el 27 de mayo de 1911 al Teatro Cervantes de Sevilla, recaudándose esta vez menos dinero que en Madrid.
El escultor se encargó de diseñar el entorno de la glorieta y elaboró una memoria que aprobaron luego los hermanos Álvarez Quintero, que a su vez la remitieron al Ayuntamiento. Las obras de instalación del monumento fueron realizadas por el arquitecto municipal, Juan Talavera y Heredia. En el montaje trabajó Juan de Dios Ramírez Corpas, colaborador de Coullaut en otros trabajos. En el último momento, Coullaut añadió la verja de hierro, imitando un motivo floral.
El 9 de diciembre de 1911 tuvo lugar un espectáculo en homenaje a Bécquer en el Teatro Cervantes, al que asistieron políticos y representantes de organizaciones culturales. Luego los participantes salieron en dirección al parque, donde esperaba una multitud y donde los hermanos Álvarez Quintero firmaron el acta de entrega del monumento a la ciudad.

### Intervenciones posteriores

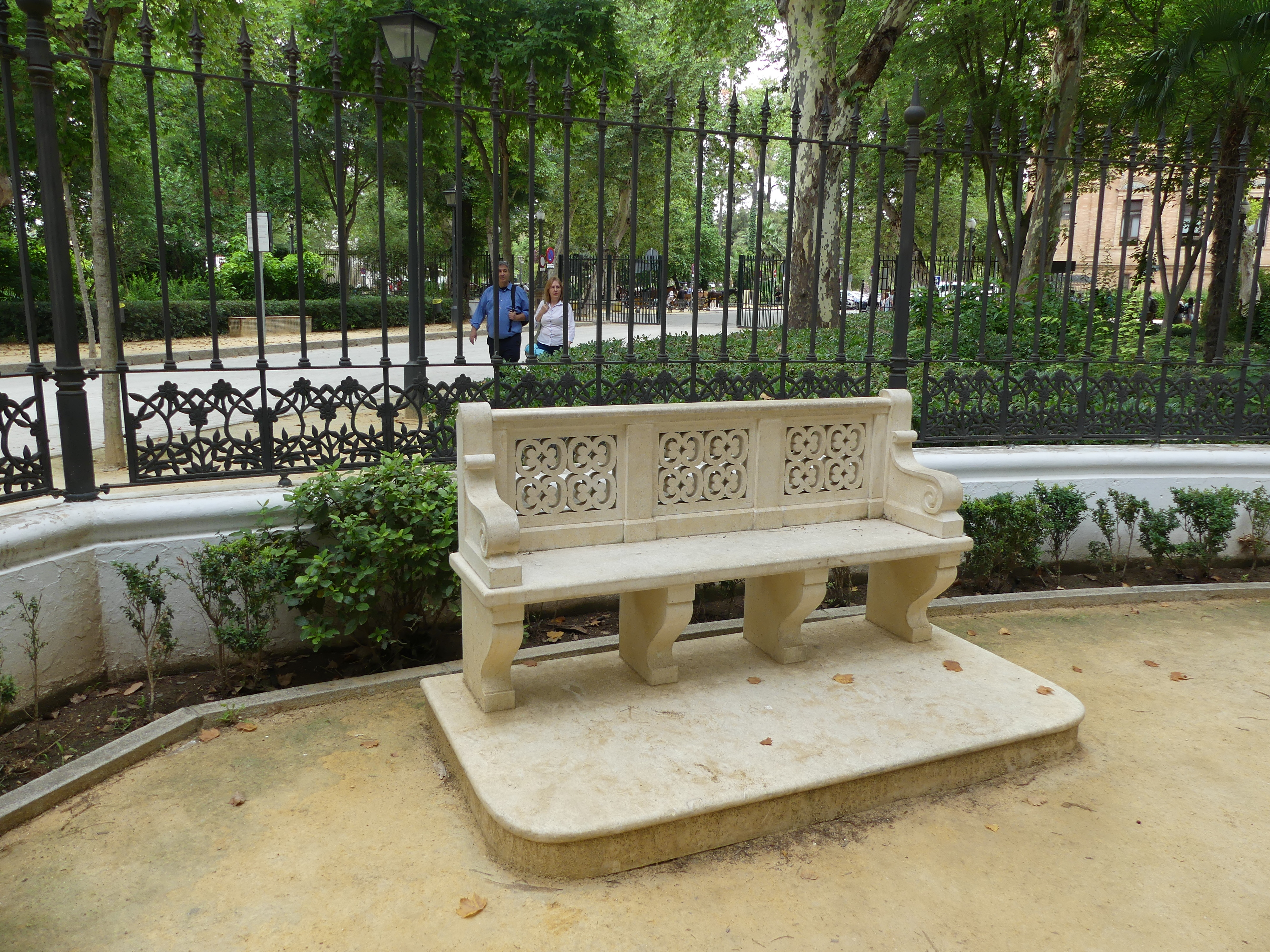
Banco de piedra.

En 1988 el monumento fue restaurado.
En 2016, debido al crecimiento del árbol, el conjunto empezó a sufrir desperfectos. Fue preciso entonces desmontarlo y proceder a su restauración. En el desmontaje se hallaron dos cofres, uno con monedas de Alfonso XIII colocado en el momento de su construcción y otro con monedas de Juan Carlos I situado en una restauración.
A comienzos del siglo XX el arquitecto Aníbal González dotó a la glorieta de tres bancos de piedra que fueron retirados en la década de 1990 por su avanzado estado de deterioro. Gracias a alzados de este arquitecto se pudo, en 2018, dotar de nuevo a la glorieta de unos bancos idénticos, así como de un anaquel para libros similar al que también tuvo, posiblemente, desde su origen.
La figura que representaba al "amor herido" tenía a su lado un arco y un carcaj. En 1988 aún se conservaba el carcaj original, pero se había perdido el arco que fue restituido en la restauración de aquel año. Desde entonces tuvieron lugar numerosos actos vandálicos que determinaron la incorporación de distintos carcajes y arcos. En 2018 el carcaj había desaparecido y el arco conservado no tenía nada que ver con el original. Por ello, ese año se realizó uno nuevo a partir de las fotografías históricas, los alzados levantados con motivo de la restauración de 1988 y el análisis del carcaj conservado en la espalda de Cupido al otro lado del monumento.